# Xian de Zhao'an
Le xian de Zhao'an (诏安县 ; pinyin : Zhào'ān Xiàn) est un district administratif de la province du Fujian en Chine. Il est placé sous la juridiction de la ville-préfecture de Zhangzhou.

## Démographie
La population du district était de 561 775 habitants en 1999.